# HD 157864
HD 157864，又名CD-2512160，SAO 185406、HR 6490，是一颗恒星，视星等为6.44，位于銀經0.3，銀緯5.11，其B1900.0坐标为赤經17h 20m 43.9s，赤緯-25° 5.11′ 19″。